# Вяжлинский, Николай Константинович
Никола́й Константи́нович Вяжли́нский  (30 января (11 февраля) 1860, Кирсановский уезд, Тамбовская губерния — 1939, Ленинград) — действительный статский советник, доктор медицины, один из первых российских детских врачей — основоположников петербургской педиатрической школы; почётный лейб-педиатр Двора Его Императорского Величества; главный врач Императорской Николаевской детской больницы в Санкт-Петербурге.

## Биография
По неподтвержденным сведениям происходит из православной духовной семьи. Фамилия «Вяжлинский» образована по названию села Вяжля Кирсановского уезда Тамбовской губернии, принадлежащего дворянскому роду Баратынских.
С окончанием в 1878 году Тамбовской губернской городской мужской гимназии приехал в Санкт-Петербург, где поступил в Медико-хирургическую академию. Со студенческих лет увлекся детскими болезнями. После успешного окончания в 1883 году академии был оставлен для «совершенствования» и подготовки исследования на соискание учёной степени доктора медицины. Работал на кафедре детских болезней профессора Н. И. Быстрова и кафедре физиологии профессор И. П. Павлова.
В 1886 году защитил диссертацию на тему: «К вопросу о всасывании жира при остром катаре тонких кишок», после чего занялся частной практикой и одновременно поступил на службу в Воспитательный дом и Рождественскую школу.
В течение многих лет исполнял обязанности детского врача в различных благотворительных учреждениях Санкт-Петербурга: Общине Св. Георгия, Императорском женском патриотическом обществе, Убежище для слабосильных и выздоравливающих детей, Елизаветинской общине Сестер милосердия Красного креста (известной в советское время как детская инфекционная больница им. К. Либкнехта), Приюте для грудных детей им. Д. Н. Замятина Императорского человеколюбивого общества.
В 1902 году в чине статского советника был назначен директором и главным врачом Николаевской детской больницы. Незадолго до вступления в должность так отозвался о ней:

«…первые шаги деятельности больницы начались, казалось, под счастливой звездой»— Социальная политика. Медицинское обозрение 15 - 21 марта 2005 г. - № 11 (501) с. 3
С 1905 года действительный статский советник.
В те годы первая в России детская больница занимала сравнительно скромное помещение в доме № 30 по Большой Подьяческой улице (ныне в этом здании располагается ревматологическая больница № 25). К 1912 году его усилиями, к тому времени почетного лейб-педиатра императорского двора, удалось добиться решения о возведении нового, гораздо более просторного здания на Аптекарском острове. Проект больницы был выполнен архитектором А. Г. Голубковым при самом непосредственном участии Н. Вяжлинского (он лично контролировал все этапы строительства). Уже в ходе работ, в 1912 году больнице был дарован статус Императорской. По иронии судьбы новое помещение Императорской Николаевской детской больницы было освящено на самом закате империи — в октябре 1916 года, а первые пациенты появились уже после отречения Николая II — летом 1917 года.
Возглавлял больницу на новом месте недолго. Сейчас невозможно установить, сам ли он не нашёл общего языка с большевиками, или пролетарская власть отнеслась с недоверием к бывшему лейб-педиатру, однако в 1922 году больницу возглавил Н. И. Красногорский — весьма достойный преемник. Сам же Н. Вяжлинский ещё несколько лет заведовал в своём детище амбулаторным отделением.
В начале 30-х годов оставил службу. Коллеги выхлопотали ему персональную пенсию, что по тем временам было большой редкостью. Умер доктор медицины, последний лейб-педиатр императорского двора в 1939 году в Ленинграде. Место его захоронения утеряно.

## Семья
- Жена: Елена Митрофановна Вяжлинская — врач, до революции много лет помимо врачебной деятельности была казначеем приюта для грудных детей им. Замятиной;
- Дочь: Анна Константиновна Вяжлинская;
- Сестра: Мария Константиновна Вяжлинская — директор липецкой женской гимназии[10].

## Награды
- орден Святой Анны 1-й ст.
- орден Святого Станислава 1-й ст.
- орден Святого Владимира 3-й ст. (1892)
- медаль «В память царствования императора Александра III»
- медаль «В память 300-летия царствования дома Романовых»

## Вклад в педиатрию
Труды Н. К. Вяжлинского немногочисленны. Чаще всего это научные переводы и исторические очерки:
- Вяжлинский Н. К. К вопросу о всасывании жира при остром катаре тонких кишок : (Микроскоп. исслед.) : Дис. на степ. д-ра мед. Николая Вяжлинского… орд. Педиатр. клиники проф. Н. И. Быстрова при Имп. Воен.-мед. акад. / Из Патол.-анатом. каб. проф. Н. П. Ивановского. — СПб.: тип. Деп. уделов, 1886. — 56 с.
- Сежурне. Значение прорезывания зубов в патологии детского возраста / пер. с франц. Н. Вяжлинский. — СПб.: тип. Деп. уделов, 1885. — 120 с.
- Зали Г. Топографическая перкуссия у детей / пер. с нем. д-ра П. Н. Вяжлинского. — СПб.: тип. Деп. уделов, 1885. — 200 с.
- Вернер К. Массаж. Его техника, применение и действие с 11 рисунками в тексте / перевод с 7-го немецкаго издания д-ра м-ны Вяжлинскаго. — СПб.: «Медико-хирургическаго книжнаго магазина» Н. П. Петрова, 1887. — 55 с.
- Хольт Л. Э. Уход и вскармливание детей / пер. с 4-го англ. изд. д-ра Б. П. Китермана под ред. и с предисл. д-ра мед. Н. К. Вяжлинского. — СПб.: тип. М. Д. Ломковского, 1913. — 117 с.
- Вяжлинский Н. К. Краткий очерк семидесяти пяти лет жизни С.-Петербургской Николаевской детской больницы Ведомства учреждений императрицы Марии : Докл. дир. и гл. врача больницы Н. К. Вяжлинского 5 дек. 1909 г. — СПб.: тип. М. Д. Ломковского, 1909. — 40 с.
- яжлинский Н. К. Записка по вопросу о необходимости ассигнования Николаевской детской больнице пособия из казны / [Дир. и гл. врач Н. Вяжлинский]. — СПб.: тип. М. Д. Ломковского, 1910. — 18 с.
- Вяжлинский Н. К. К казуистике пороков сердца у детей : Сообщ. в О-ве дет. врачей 16 янв. / [Соч.] Д-ра Н. К. Вяжлинского; (Из Клиники дет. болезней проф. Н. И. Быстрова). — СПб.: тип. П. И. Шмидта, 1886.
- Вяжлинский Н. К. Памяти Ивана Павловича Коровина. — СПб.: тип. А. С. Суворина, 1908. — 14 с.

Прежде всего Николай Константинович оказался выдающимся практиком и эффективным организатором здравоохранения.
На этапе смены исторических эпох, вместе с главными врачами трех других детских стационаров Петербурга: Ю. П. Серком (детской больницы принца Петра Ольденбургского), А. Д. Зотовым (Городской детской больницы «В память священного коронования Их Императорских Величеств») и Ф. Ф. Газе (Елисаветинской детской больницы) Н. К. Вяжлинскому удалось сохранить систему стационарной медицинской помощи детям Петрограда.

## Адреса в Петербурге
До 1902 года Н. К. Вяжлинский сменил несколько адресов: Спасская ул., д. 15; Надеждинская ул., д. 54; Фурштатская ул., д. 18.
Став главным врачом Николаевской детской больницы, Николай Константинович с семьей жил в квартире при стационаре: сначала на Большой Подъяческой ул. в доме 30, а с 1917 г. на Вологодской ул. (Чапыгина), д. 13.
С середины 20-х годов XX в. Н. К. Вяжлинский получил квартиру по адресу: Бульвар Красных Зорь (с 1939 г. Кировский пр.), д. 44-б. В этом же доме проживал другой сотрудник бывшей Николаевской больницы — профессор М. Г. Данилевич.

## Интересные факты
- Большая дружба связывала Н. К. Вяжлинского со знаменитым физиологом, академиком И. П. Павловым. На протяжении многих лет Николай Константинович был тем, кому И. П. Павлов доверял наблюдение и лечение своих детей, а друзьям и знакомым рекомендовал именно Н. К. Вяжлинского в качестве семейного детского врача.
- В дореволюционные годы Н. К. Вяжлинский был близок с поэтами Михаилом Кузминым и Михаилом Лозинским, в домах которых его нередко можно было встретить.